# 李兆廷
李兆廷（1965年—），河北新乐人，汉族，中华人民共和国政治人物、第十二届全国人民代表大会河北地区代表。

## 生平
毕业于河北工业大学，加入中国共产党。2013年，被选为全国人大代表。担任东旭集团有限公司董事长。